# نويز باربر
نويز باربر هو سياسي أمريكي، ولد في 28 أبريل 1781 في Groton, Connecticut ‏ في الولايات المتحدة، وتوفي بنفس المكان في 3 يناير 1844. نشط حزبياً في الحزب الديمقراطي. وقد انتخب عضو مجلس النواب الأمريكي ‏.